# Eucocconotus
Eucocconotus is een geslacht van rechtvleugeligen uit de familie sabelsprinkhanen (Tettigoniidae). De wetenschappelijke naam van dit geslacht is voor het eerst geldig gepubliceerd in 1927 door Hebard.

## Soorten
Het geslacht Eucocconotus omvat de volgende soorten:
- Eucocconotus annulatus Hebard, 1927
- Eucocconotus camerani Griffini, 1896
- Eucocconotus cordillericus Beier, 1960